# Revierlöwen Oberhausen
Revierlöwen Oberhausen byl německý klub ledního hokeje, který sídlil ve městě Oberhausen ve spolkové zemi Severní Porýní-Vestfálsko. Založen byl v roce 1997 po přesunu EC Ratingenu do Oberhausenu. Zanikl v roce 2007 po vyhlášení konkursu. Po většinu své existence byl klub členem DEL (Deutsche Eishockey Liga). Klubové barvy byly červená a zelená.
Své domácí zápasy odehrával v Emscher-Lippe-Halle s kapacitou 2 500 diváků.

## Přehled ligové účasti
Zdroj: 
- 1997–2002: Deutsche Eishockey Liga (1. ligová úroveň v Německu)
- 2003–2004: Eishockey-Regionalliga Nordrhein-Westfalen (4. ligová úroveň v Německu)
- 2004–2006: Eishockey-Oberliga (3. ligová úroveň v Německu)